# Franciszek Perl
Franciszek Perl (ur. 4 października 1897 w Toruniu, zm. 20 lutego 1957 w Białej Podlaskiej) – major piechoty Wojska Polskiego i Polskich Sił Zbrojnych, powstaniec wielkopolski, uczestnik wojny polsko-bolszewickiej i II wojny światowej, kawaler Orderu Virtuti Militari.

## Życiorys
Urodził się w rodzinie brukarza Juliana i Walerii ze Skowrońskich. W 1905 jego rodzina przeniosła się z Torunia do Gniezna, gdzie brał udział w strajku szkolnym, a później został wydalony z gimnazjum za przynależność do tajnej organizacji niepodległościowej.
W 1916 został powołany do armii pruskiej i wysłany na front zachodni. Walczył także na froncie wschodnim w Rumunii i we Włoszech. Był czterokrotnie ranny i został awansowany do stopnia sierżanta.
W listopadzie 1918 wrócił jako rekonwalescent do Gniezna i wkrótce potem włączył się do powstania wielkopolskiego. Brał udział w zdobywaniu niemieckich koszar w Gnieźnie, a następnie został dowódcą plutonu w kompanii gnieźnieńsko-żnińskiej, z którą walczył m.in. pod Kcynią, Szubinem, Żninem i Rynarzewem.
Następnie w składzie 58 pułku piechoty brał udział w wojnie polsko-bolszewickiej. W sierpniu 1920 za bohaterstwo na polu walki został odznaczony Krzyżem Srebrnym Orderu Virtuti Militari.
Po zakończeniu wojny ukończył kurs oficerski w Grudziądzu i został awansowany na stopień podporucznika. Po przeniesieniu do 67 pułku piechoty w Brodnicy dosłużył się stopnia kapitana. Na stopień majora został mianowany ze starszeństwem z 19 marca 1937 roku i 98. lokatą w korpusie oficerów piechoty. W 1939 roku był dowódcą I batalionu 4 pułku strzelców podhalańskich w Cieszynie.
Na czele tego batalionu walczył w kampanii wrześniowej. Został ranny i trafił do niewoli niemieckiej, z której udało mu się uciec. Następnie wraz z synem przedostał się do Wojska Polskiego we Francji. W czasie kampanii francuskiej 1940 walczył jako dowódca III batalionu 3 Pułku Grenadierów Śląskich. Po klęsce Francji został internowany w Szwajcarii. W 1944 uciekł ze Szwajcarii i ponownie włączył się do walki z Niemcami, tym razem jako żołnierz francuskich oddziałów ruchu oporu.
W grudniu 1947 wrócił do kraju i osiedlił się w Białej Podlaskiej. W 1948 wyjechał na Pomorze Zachodnie, gdzie dwa lata później został aresztowany przez UB w Pyrzycach. Niesłusznie oskarżony, został skazany na sześć lat więzienia. Po uwolnieniu powrócił do Białej Podlaskiej, gdzie w 1957 zmarł. Spoczywa na miejscowym cmentarzu rzymskokatolickim.
Franciszek Perl był żonaty z Praksedą Ciemnoczołowską, z którą miał troje dzieci: Zbigniewa (ur. 1923), Danutę (ur. 1924) i Janusza (ur. 1931). Z drugiego małżeństwa – z Jadwigą Reszelewską (zm. 1972) – miał syna Jerzego (ur. 1949).

## Ordery i odznaczenia
- Krzyż Srebrny Orderu Virtuti Militari nr 2182
- Krzyż Walecznych (siedmiokrotnie)
- Złoty Krzyż Zasługi (25 maja 1939)[4]
- Medal Niepodległości (19 grudnia 1933)[5]
- Medal Pamiątkowy za Wojnę 1918–1921
- Medal Dziesięciolecia Odzyskanej Niepodległości
- Medal 3 Maja
- Odznaka za Rany i Kontuzje (dwukrotnie)
- Krzyż Wojenny (Francja)
- Medal Wojny 1939–1945 (Wielka Brytania)